# Charles Francis Jenkins
Charles Francis Jenkins (22 de agosto de 1867 – 6 de junho de 1934) foi um inventor norte-americano que foi um dos pioneiros das áreas do cinema e da televisão. Jenkins nasceu em Dayton, Ohio, cresceu perto de Richmond, Indiana, onde ele foi para a escola e foi para Washington, D.C., em 1890, onde trabalhou como estenógrafo. Em 2 de julho de 1928, Jenkins formou a primeira estação de televisão nos Estados Unidos e começou a transmitir no mesmo ano. Ao longo de sua vida ele recebeu mais de 400 patentes, dos quais muitas delas foram nas áreas de cinema e televisão.

## Imagens em movimento
Ele começou a experimentar com o filme de cinema em 1891, e, eventualmente, largou o emprego e concentrou totalmente no desenvolvimento de seu próprio projetor de cinema, o Phantoscope.
Como relatou o Richmond Telegram, em 6 de junho de 1894, para mostrar a seus pais, amigos e jornalistas um gadget no qual ele vinha trabalhando há dois anos: uma "caixa de projeção de filmes". Eles se reuniram na joalheria do primo de Jenkins, no centro de Richmond, e assistiram ao primeiro filme projetado para uma plateia. O filme era de uma dançarina de vaudeville dançando uma borboleta, que Jenkins havia filmado no quintal de sua pensão em Washington. Não só foi esta a primeira exibição de um filme bobinado com luz elétrica perante uma plateia, mas também o primeiro filme com cores. Cada moldura foi cuidadosamente colorida à mão.
Na Bliss Electrical School, em Washington, D.C., ele conheceu seu colega de classe Thomas Armat, e juntos eles aprimoraram o design. Eles fizeram uma exibição pública no Cotton States and International Exposition em Atlanta em 1895 e subsequentemente romperam a discussão sobre questões de patentes. Este Phantoscópio modificado de Jenkins e Armat foi patenteado em 20 de julho de 1897. Jenkins acabou vendendo sua participação no projetor para a Armat. Posteriormente, a Armat vendeu os direitos para Thomas Edison, que comercializou o projetor com o nome de Vitascope. Foi com esse projetor que Edison iniciou as exibições públicas em teatros de vaudeville de filmes filmados, com entrada paga.
Ao mesmo tempo, Jenkins se envolveu com automóveis, Jenkins Automobile Company. Em 1898, Jenkins inventou o primeiro automóvel com um motor na frente do carro. 

## Televisão
Jenkins começou a trabalhar na televisão. Ele publicou um artigo sobre "Motion Pictures by Wireless" em 1913, mas não foi até dezembro de 1923 que ele transmitiu imagens de silhuetas em movimento para testemunhas, e foi em 13 de junho de 1925 que ele demonstrou publicamente a transmissão sincronizada de imagens e som. Ele recebeu a patente norte-americana nº 1 544 156 (Transmitting Pictures over Wireless) em 30 de junho de 1925 (registrada em 13 de março de 1922).
Suas tecnologias mecânicas (também iniciadas por John Logie Baird) foram posteriormente superadas pela televisão eletrônica, como a concebida por Vladimir Zworykin e Philo Farnsworth.
Em 1928, a Jenkins Television Corporation abriu a primeira estação de transmissão de televisão nos Estados Unidos, chamada W3XK, que foi ao ar em 2 de julho e enviada pela primeira vez do Jenkins Labs em Washington e a partir de 1929 de Wheaton, Maryland, cinco noites por semana. No início, a estação só podia enviar imagens de silhueta devido à sua largura de banda estreita, mas isso foi logo retificado e imagens reais em preto e branco foram transmitidas.

Em março de 1932, a Jenkins Television Corporation foi liquidada e seus ativos adquiridos pela Lee de Forest Radio Corporation. Em poucos meses, a empresa De Forest faliu e os ativos foram comprados pela RCA, parando todo o trabalho na televisão eletromecânica.